# نیکولائه دوبرین
نیکولائه دوبرین (رومانیایی: Nicolae Dobrin; ۲۶ اوت ۱۹۴۷ – ۲۶ اکتبر ۲۰۰۷) بازیکن فوتبال اهل رومانی بود.
وی همچنین در تیم ملی فوتبال رومانی بازی کرده‌است.